# Rudy (Kuźnia Raciborska)

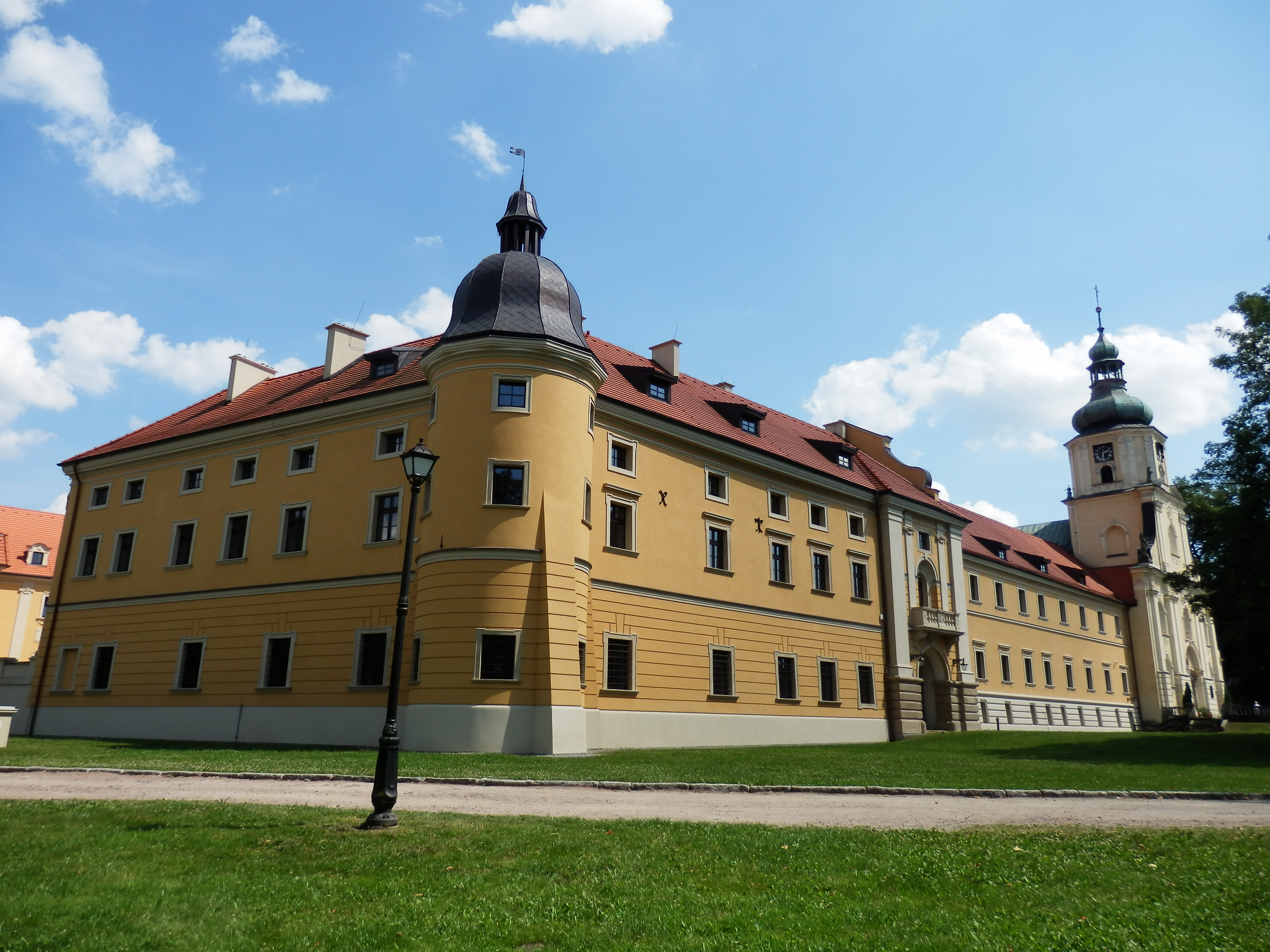
Das ehemalige Kloster und Schloss Rauden

Rudy ['rudɨ] (deutsch Groß Rauden) ist eine Ortschaft in Oberschlesien. Rudy liegt in der Gmina Kuźnia Raciborska (Ratiborhammer) im Powiat Raciborski (Kreis Ratibor) in der polnischen Woiwodschaft Schlesien. Der Ort wird zur Unterscheidung von gleichnamigen Orten auch Rudy Wielkie oder Rudy Raciborskie genannt, im Deutschen wird der Ort auch vereinfacht Rauden genannt.

## Geografie

### Geografische Lage
Rudy liegt 12 Kilometer östlich vom Gemeindesitz Kuźnia Raciborska, 20 Kilometer nordöstlich von der Kreisstadt Racibórz (Ratibor) und 40 Kilometer westlich von der Woiwodschaftshauptstadt Katowice.
Rudy liegt am Fluss Ruda (Raude).

### Nachbarorte
Nachbarorte von Rudy sind im Nordwesten Ruda Kozielska (Klein Rauden), im Norden Bargłówka (Barglowka), im Nordosten Stanica (Stanitz) und Pilchowice (Pilchowitz), im Süden der Rybniker Stadtteil Stodoły (Stodoll) und im Südwesten Jankowice Rudzkie (Jankowitz-Rauden).

### Ortsteile
Zu Rudy gehören die Weiler Biały Dwór, Brantolka, Kolonia Renerowska (Rennersdorf), Paproć, Podbiała, Przerycie und Szybki.

## Geschichte

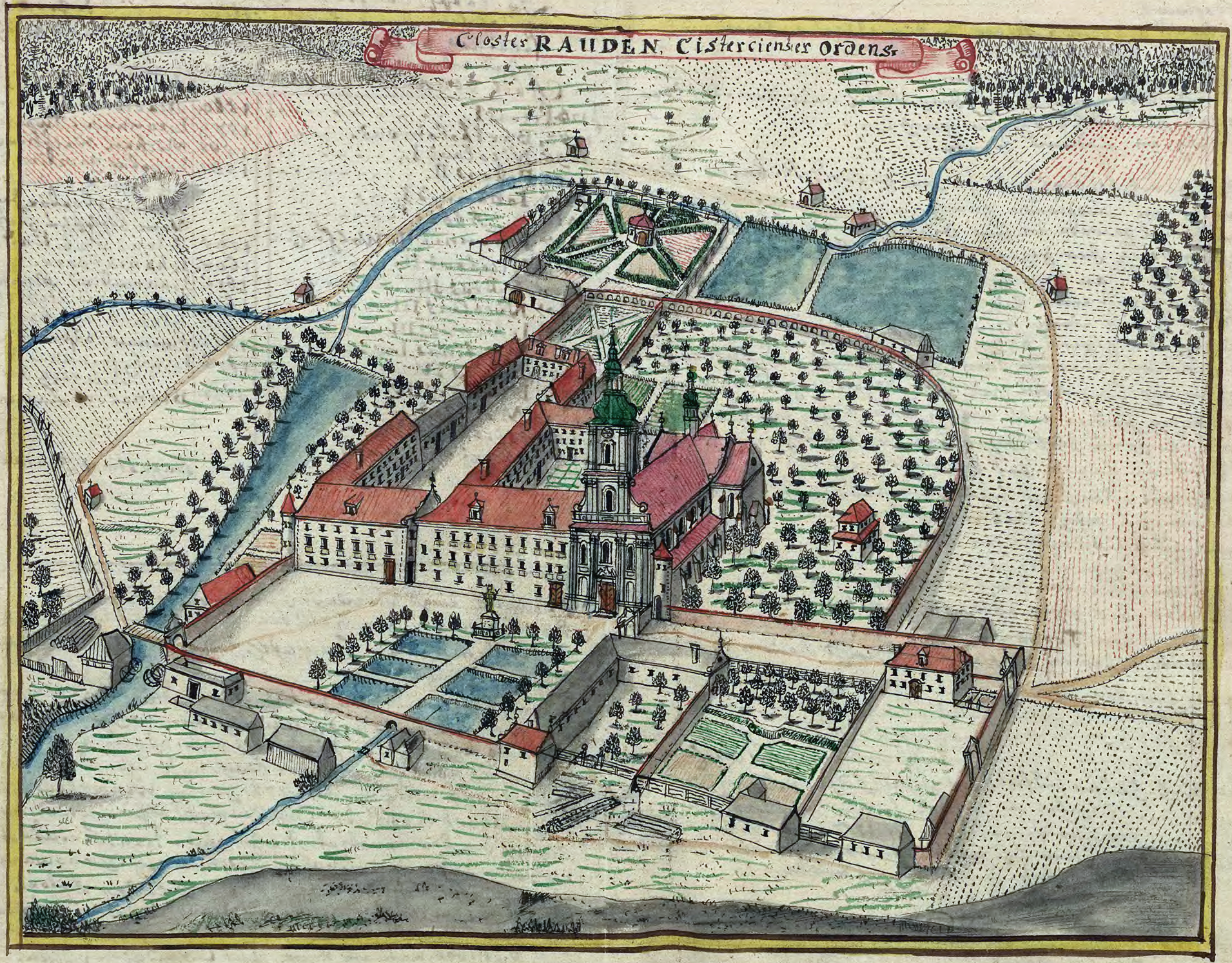
Kloster Rauden in der Mitte des 18. Jahrhunderts

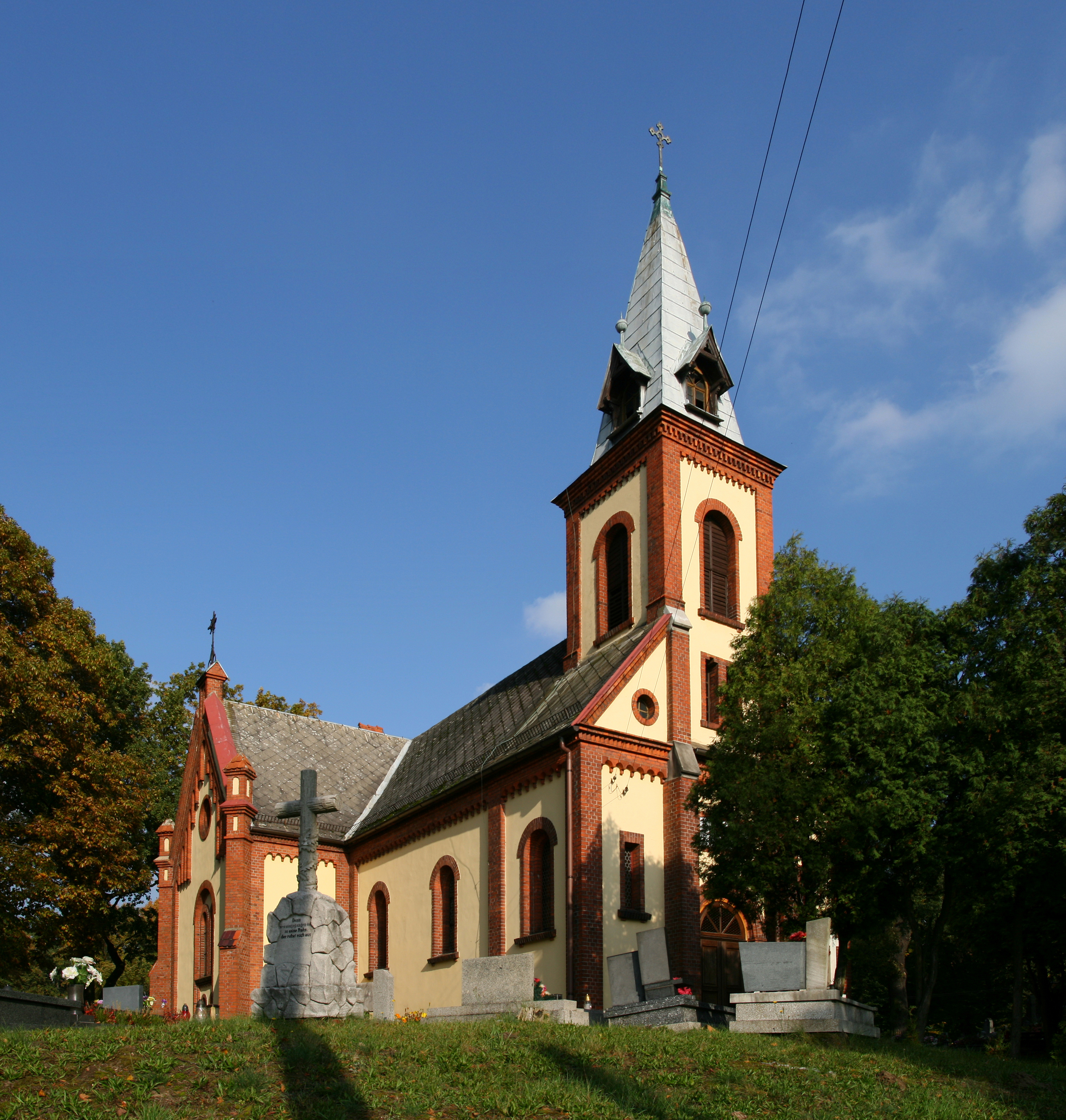
Kirche auf dem Raudener Friedhof

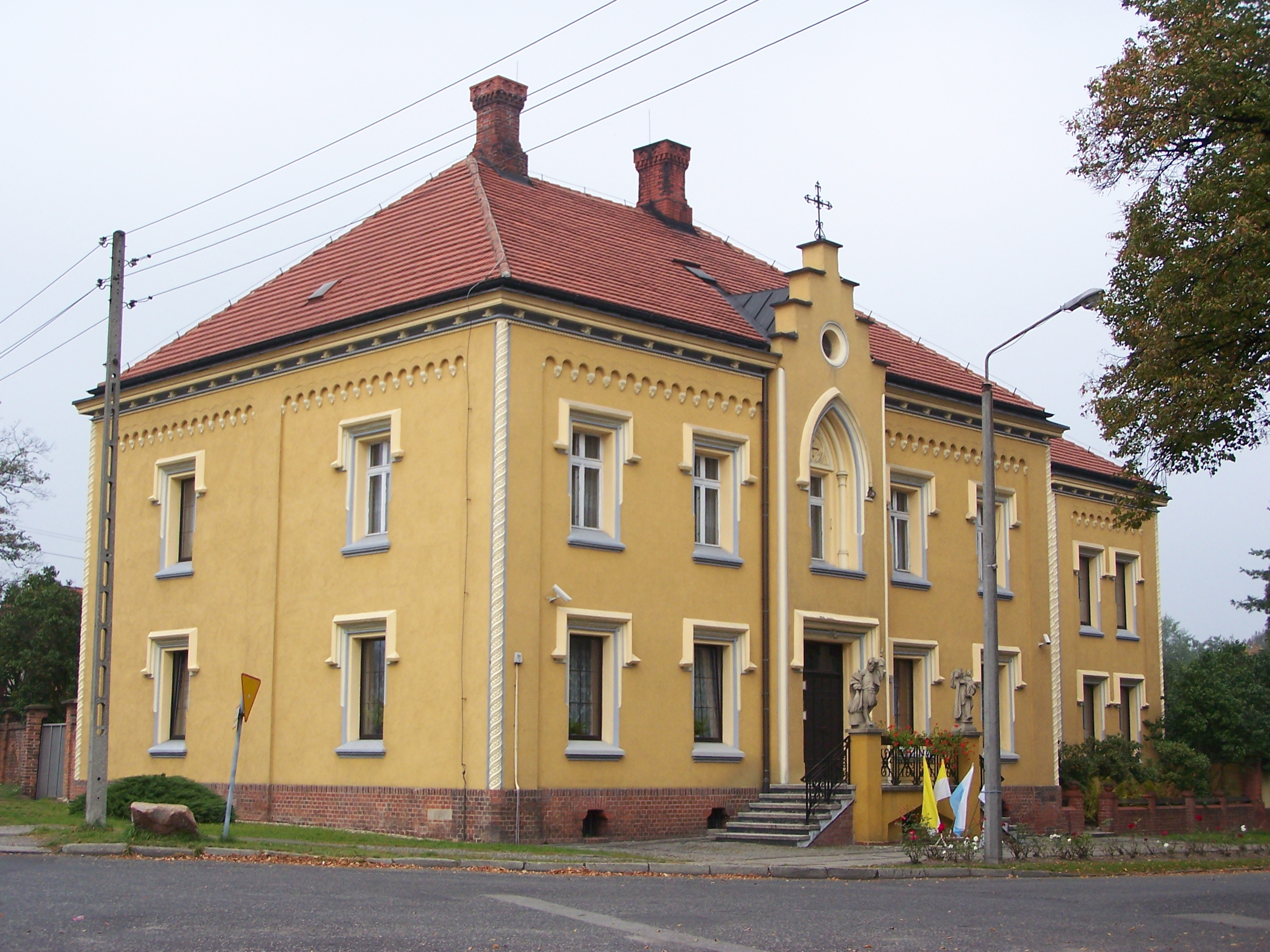
Das Pfarrhaus

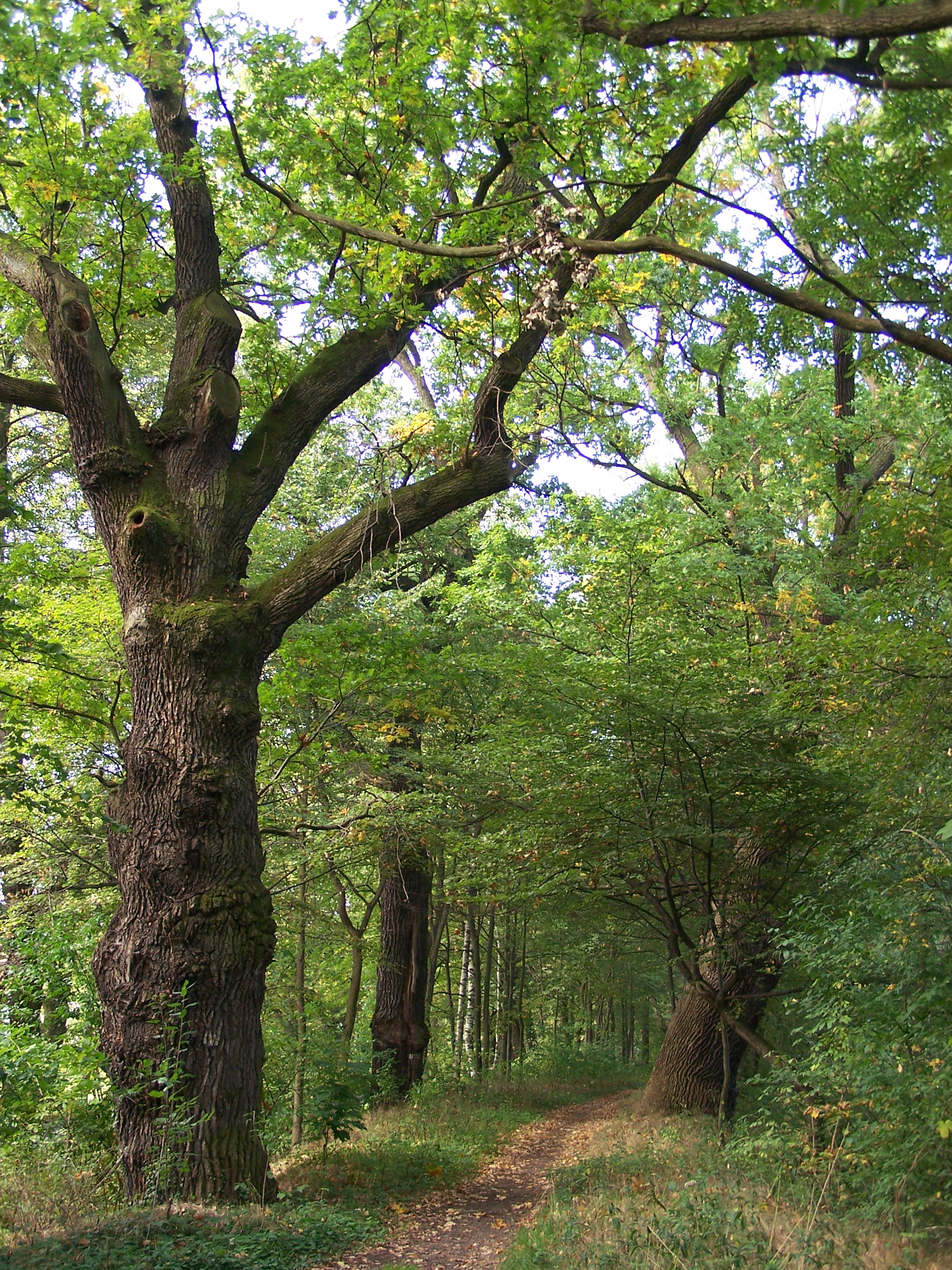
Waldweg

Im 13. Jahrhundert wurde das Zisterzienserkloster gegründet.
Im 19. und 20. Jahrhundert war Schloss Rauden Sitz der Herzöge von Ratibor.
Bei der Volksabstimmung in Oberschlesien am 20. März 1921 stimmten 726 Wahlberechtigte für einen Verbleib bei Deutschland und 385 für Polen. Im Gutsbezirk Groß Rauden stimmten 84 Personen für Deutschland und 11 für Polen. Groß Rauden verblieb beim Deutschen Reich. Nachdem der Großteil sowie die Kreisstadt des Landkreises Rybnik 1922 zu Polen gekommen waren, wurde Groß Rauden nach der Auflösung des Restkreises zum 1. Januar 1927 Teil des Landkreises Ratibor. Bis 1945 befand sich der Ort im Landkreis Ratibor.
Nachdem die Rote Armee den Ort erreicht hatte, wurden das Schloss (Klostergebäude) und die Schlosskirche durch Anzünden schwer beschädigt.
Als Folge des Zweiten Weltkrieges kam der Ort an Polen, wurde in Rudy umbenannt sowie der Woiwodschaft Schlesien angeschlossen. 1950 kam der Ort zur Woiwodschaft Opole. 1975 kam der Ort zur Woiwodschaft Kattowitz und 1999 zur neuen Woiwodschaft Schlesien sowie zum wiedergegründeten Powiat Raciborski.

## Sehenswürdigkeiten

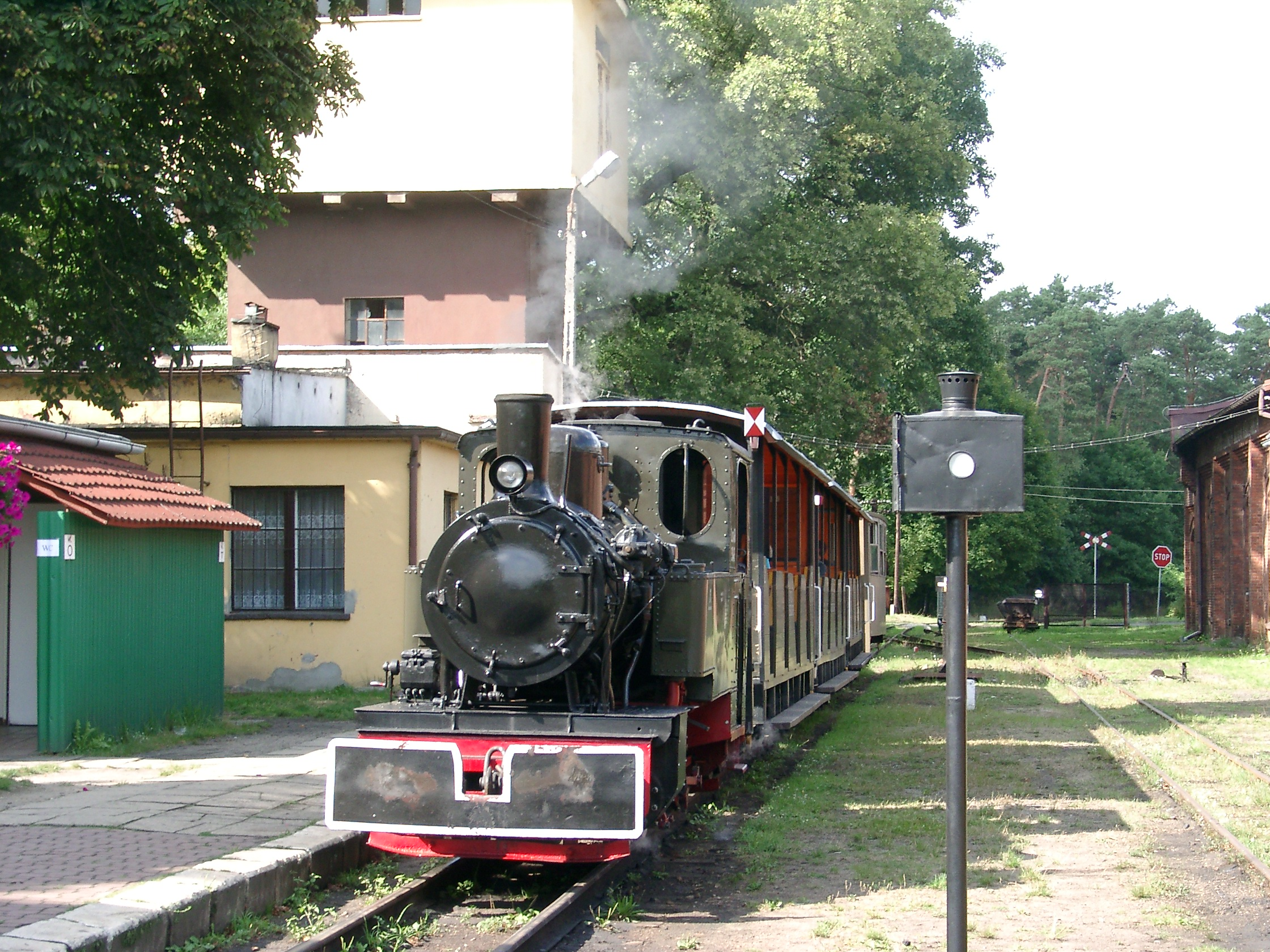
Schmalspurzug in Groß Rauden

- Die Gebäude und Kirche des ehemaligen Zisterzienserklosters Groß Rauden und späteren Schlosses Rauden. Gebäude im barocken Stil. Erbaut im 13. Jahrhundert. Umgeben von einem Park im Stil eines Englischen Gartens.
- Gotische Backsteinkapelle
- Nepomukstatue aus dem Jahr 1724
- Pfarrhaus vom Ende des 19. Jahrhunderts
- Gebäude des Krankenhauses von 1858
- Postgebäude
- Friedhofskirche aus den Jahren 1880 bis 1884
- Rauden war ein Zwischenhaltepunkt der Schmalspurbahn von Gleiwitz nach Ratibor. Daran erinnern noch das Bahnhofsgebäude und ein Museum mit Schmalspurbahnen.
- Waldpark Buk
- Schweizerteich

## Vereine
- Deutscher Freundschaftskreis

## Persönlichkeiten

### Söhne und Töchter des Ortes
- Victor II. Amadeus von Ratibor (1847–1923), deutscher Politiker
- Max von Ratibor und Corvey (1856–1924), deutscher Diplomat
- Karl Prinz von Ratibor und Corvey (1860–1931), deutscher Jurist und Politiker
- Victor III. von Ratibor (1879–1945), deutscher Land- und Forstwirt und Jurist
- Franz-Albrecht Metternich-Sandor (1920–2009), Träger des Bundesverdienstkreuzes am Bande

### Personen die im Ort gewirkt haben
- Victor I. Herzog von Ratibor (1818–1893), deutscher Standesherr und Politiker
- Julius Roger (1819–1865), deutscher Arzt, Naturforscher und Volkskundler